# 함평군민교통
함평군민교통은 전라남도 함평군의 농어촌버스 업체이고 주력차량은 그린시티와 뉴 카운티이다.

## 역사 및 현황
2001년 3월 26일에 설립되었으며, 10대의 차량을 보유하고 있다.
함평군민교통 소속 노선들은 모두 교통카드 사용이 안된다.

## 운행 노선[2]
| 버스번호 | 행선지     |
| -------- | ---------- |
| 100번    | 함평, 무안 |